# Ocotea faucherei
Ocotea faucherei là loài thực vật có hoa trong họ Nguyệt quế. Loài này được (Danguy) Kosterm. miêu tả khoa học đầu tiên năm 1939.